# Gibbaranea hetian
Gibbaranea hetian is een spinnensoort uit de familie wielwebspinnen. Deze spin komt voor in China en Mongolië. De soort werd in 1989 wetenschappelijk beschreven.